# Daphnella diluta
Daphnella diluta is een slakkensoort uit de familie van de Raphitomidae. De wetenschappelijke naam van de soort is voor het eerst geldig gepubliceerd in 1896 door G.B. Sowerby III.